# I Am the West
| Críticas profissionais | Críticas profissionais |
| Avaliações da crítica  | Avaliações da crítica  |
| Fonte                  | Avaliação              |
| ---------------------- | ---------------------- |
| allmusic               | (favorable)            |
| hiphopDX               | [ 2 ]                  |
| RapReviews             | (7.5/10)               |
| slantmagazine          | [ 4 ]                  |
| The Smoking Section    | [ 5 ]                  |
| Los Angeles Times      | [ 6 ]                  |
| USA Today              | [ 7 ]                  |
| Rolling Stone          | [ 8 ]                  |

I Am the West (em português:  Eu Sou o Oeste) é o nono álbum de estúdio do rapper Ice Cube, lançado pela Lench Mob Records em 28 de Setembro de 2010. Uma cópia do álbum foi lançada em 22 de Setembro de 2010. O álbum estreou no 22º lugar na Billboard 200 vendendo 22.000 unidades na primeira semana. Desde 8 de Setembro de 2011, o álbum vendeu mais de 80.062 unidades.

## Faixas
| N.º | Título                                                               | Compositor(es) | Produtor(es)         | Duração |  |
| 1.  | "A Boy Was Conceived (Intro)"                                        |                |                      | 0:26    |  |
| 2.  | "Soul on Ice"                                                        |                | Tha Bizness          | 3:39    |  |
| 3.  | "Life in California" (featuring Jayo Felony, WC & Young Maylay)      |                | Sir Jinx             | 4:02    |  |
| 4.  | "She Couldn't Make It on Her Own" (featuring Doughboy & OMG)         |                | Bangladesh, Doughboy | 2:58    |  |
| 5.  | "Urbanian"                                                           |                | Track Bully          | 2:25    |  |
| 6.  | "Y'all Know How I Am" (featuring OMG, Doughboy, WC & Young Maylay)   |                | Willy Will, Doughboy | 2:18    |  |
| 7.  | "Too West Coast" (featuring WC & Young Maylay, outro by Keith David) |                | Hallway Productionz  | 2:58    |  |
| 8.  | "I Rep That West" (featuring JIGG)                                   |                | JIGG                 | 4:31    |  |
| 9.  | "Drink the Kool-Aid"                                                 |                | Brandon Alexander    | 3:09    |  |
| 10. | "No Country for Young Men"                                           |                | Milli Martian        | 4:13    |  |
| 11. | "It Is What It Is"                                                   |                | David "Dizmix" Lopez | 3:21    |  |
| 12. | "Hood Robbin'"                                                       |                | T-Mix                | 3:45    |  |
| 13. | "Your Money or Your Life"                                            |                | T-Mix                | 3:23    |  |
| 14. | "Nothing Like L.A." (featuring Butch Cassidy)                        |                | The Fliptones        | 3:20    |  |
| 15. | "All Day, Every Day"                                                 |                | Hallway Productionz  | 2:21    |  |
| 16. | "Fat Cat"                                                            |                | JIGG                 | 2:54    |  |
| 17. | "Man vs Machine (iTunes bonus track)"                                |                | DJ Quik              | 2:27    |  |
| 18. | "Pros vs Joes (iTunes bonus track)"                                  |                | E-A-Ski              | 2:19    |  |

## Desempenho nas paradas
| Parada (2010)                           | Posição |
| --------------------------------------- | ------- |
| E.U.A. Billboard 200                    | 22      |
| E.U.A. Billboard Top R&B/Hip-Hop Albums | 7       |